# Картозия, Самсон Алексеевич
Самсон Алексеевич Картозия (1893—1937) — советский государственный и партийный деятель.

## Биография
- 1917 — окончил юридический факультет Харьковского университета.
- с 1920-х годов — на партийной работе. Занимал пост заместителя председателя СНХ ССР Грузия.
- В 1922—1923 годах — председатель ЦИК ССР Абхазии.
- 1923—1926 — переведён на партийную работу в Тифлис.
- После 1926 года — работа на Украине и в Москве. Последняя должность — директор Днепропетровского завода металлургического оборудования имени М. М. Хатаевича.
- В 1937 году арестован и расстрелян.